# XXVII millennio a.C.
Il XXVII millennio a.C. inizia il 1º gennaio dell'anno 27000 a.C. e termina il 31 dicembre dell'anno 26001 a.C. incluso.

## Invenzioni, scoperte, innovazioni
- Europa:
  - Tecnica litica Gravettiana - (fino a circa 18000 a.C.) - Caratterizzato da bulini, punte ritoccate (punte gravettiane) e armi da lancio in osso. A questa cultura appartengono molte delle più note veneri paleolitiche. Dal sito di La Gravette, presso Bayac, in Dordogna, Francia. Viene suddiviso in: "protogravettiano", "gravettiano antico", "gravettiano evoluto", "gravettiano finale".
  - Fabbricazione delle statuette femminili, in particolare quelle di Lespugue e Brassempouy (Francia), Savignano (Italia), Avdeeno (Russia); periodo intorno al 27000 a.C.
  - Realizzazione della Venere di Lespugue (scoperta nel 1922 in una cava vicino a Lespugue, ai piedi dei Pirenei). Secondo alcuni esperti tessili come Elizabeth Wayland Barber, la statua ci offre la prima rappresentazione di un tessuto, infatti al di sotto dei fianchi si può notare una gonna fatta di fibre elicoidali, sfilacciate alla fine.